# Geert Grauss

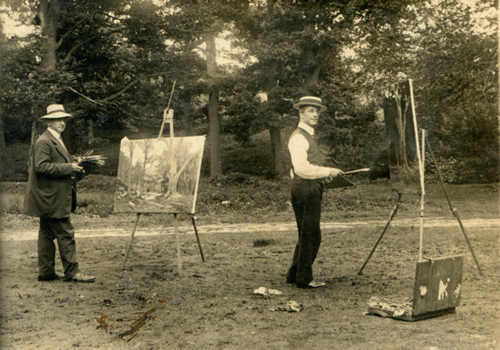
Xeno Münninghoff en Geert Grauss (rechts) in Wolfheze juni-juli 1915

Gerardus Hendrik (Geert) Grauss (Middelburg, 9 juli 1882 – Den Haag, 1 oktober 1929) was een Nederlands kunstschilder, tekenaar en lithograaf.

## Leven en werk
Grauss was te Middelburg een leerling van W.J. Schütz en studeerde aan de Koninklijke Academie voor Schone Kunsten van Antwerpen en de Koninklijke Academie voor Schone Kunsten van Brussel. Hij maakte studiereizen naar de Mediterranée, onder andere naar Italië (Capri) en Algiers. Grauss tekende en schilderde voornamelijk figuren, vaak ook naakten, maar hij maakte ook genrewerken en bloemstillevens. Daarnaast werkte hij als illustrator en maakte hij affiches en glasschilderingen (hij werkte enige tijd in het glas-in-loodatelier van Bouvy te Dordrecht). Ook boetseerde hij graag.
Grauss had veel leerlingen, onder wie Patrick Bakker en Barthold van Riemsdijk. Hij was lid van Arti et Amicitiae en Kunstenaarsvereniging Sint Lucas te Amsterdam. In 1917 won hij de Willink van Collenprijs. Tijdens de Olympische Spelen 1928 te Amsterdam nam hij nog deel aan de kunstcompetitie. Een jaar later overleed hij te Den Haag, 47 jaar oud.

## Galerij

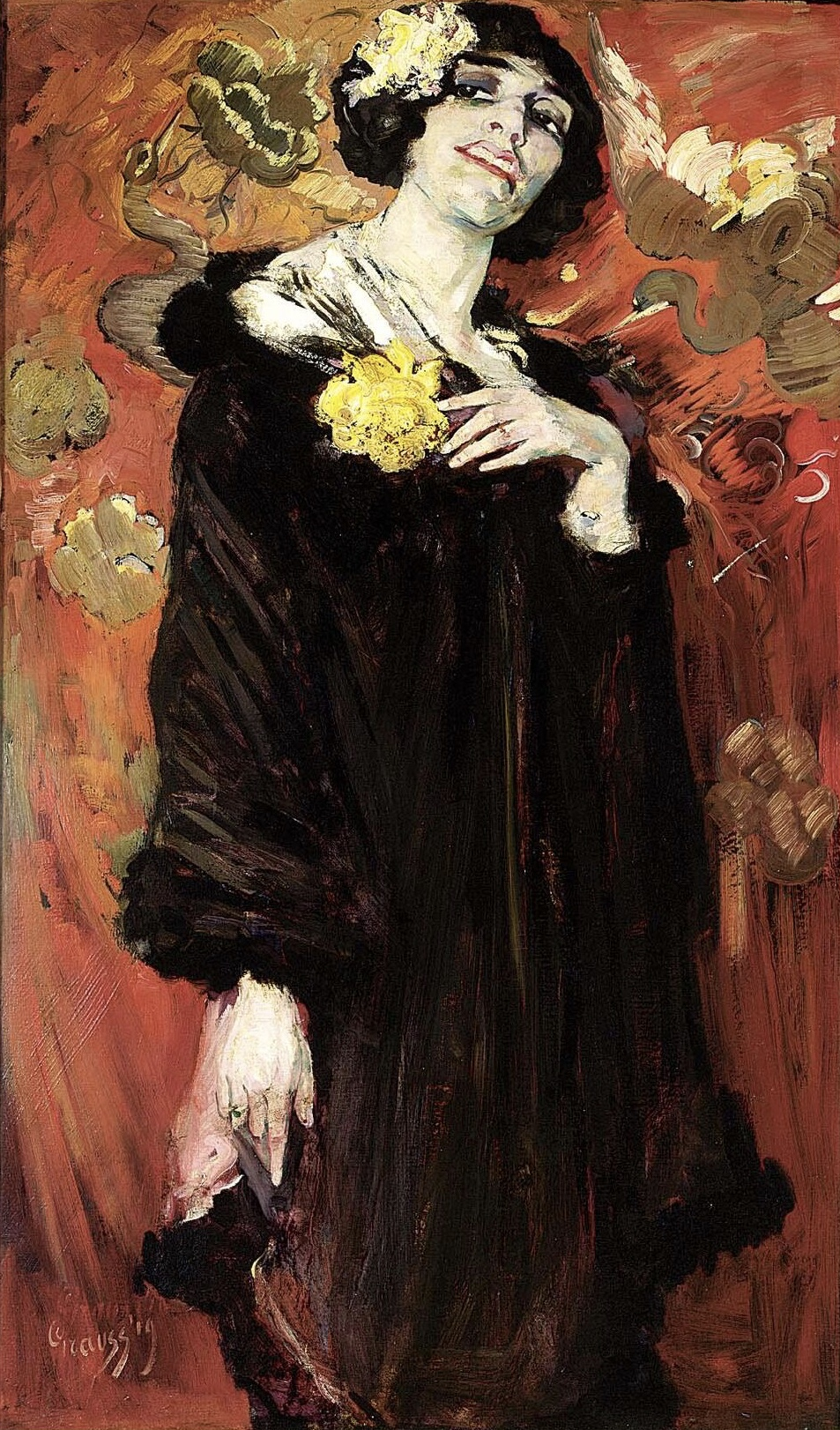
Portret van een vrouw, 1919
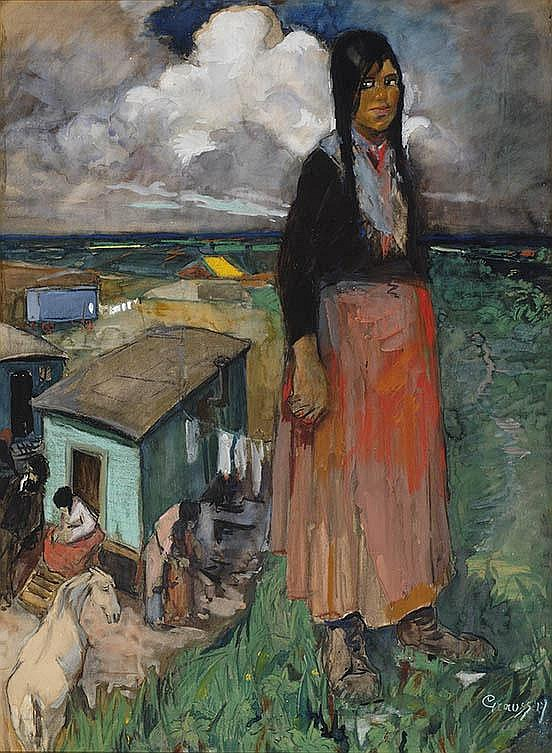
Zigeunermeisje, 1917
Poster voor eigen tentoonstelling, 1918